# Hergiswil (Nidwald)
Hergiswil est une commune suisse du canton de Nidwald.

## Géographie

Vue aérienne (1964)

Adossée au Pilate, la commune de Hergiswil est située au bord du lac des Quatre-Cantons, à 8 km à vol-d’oiseau du centre de la ville de Lucerne. Le point le plus bas est situé à 436 mètres d’altitude, au niveau du lac, et le territoire communal s’étend jusqu’au sommet du Pilate, à 2 118 mètres d’altitude.
Hergiswil mesure 14,31 km2.
Hergiswil est limitrophe de Stansstad dans le canton de Nidwald, Alpnach dans le canton d'Obwald, et Horw, Kriens et Schwarzenberg dans le canton de Lucerne.

## Histoire
Le territoire sur lequel Hergiswil s’est développé appartenait à la ville de Lucerne dès le IXe siècle. La commune apparaît pour la première fois sous le nom d’Hergenswile, dans un document de 1306. Elle fait partie de canton de Nidwald, comme commune indépendante depuis 1378.

## Démographie
Hergiswil compte 5 374 habitants en 2008. Sa densité de population atteint 375 hab./km².
Le graphique suivant résume l'évolution de la population de Hergiswil entre 1850 et 2008 :

## Économie
Hergiswil abrite la plus ancienne verrerie de Suisse, la Glasi Hergiswil, qui depuis 1975 s’est spécialisée dans la production artisanale. Plusieurs sociétés, comme le fabricant d'ascenseurs et escaliers mécaniques Schindler, ont leur siège à Hergiswil. Dans le secteur tertiaire, on note la présence de l'institut d'analyses de marché IHA-GfK.

## Transports
Le village de Hergiswil se trouve sur la ligne CFF Lucerne-Interlaken, à 8 km de Lucerne et à 66 km d’Interlaken ainsi que sur le tracé de l'autoroute A2 (Bâle-Chiasso)  29 (Hergiswil).
La commune est également desservie par le RER lucernois, S 4 et S 44, sur la ligne Lucerne - Hergiswil - Stans.

## Culture et patrimoine

### Héraldique
| Blason | Blasonnement : D'azur au chamois passant d'argent, lampassé et vilené de gueules, sur trois coupeaux d'or, accompagné au canton senestre du chef d'un H gothique du dernier. |

### Monuments et curiosités
- Musée du verre, à la verrerie